# Адо, Юрий Михайлович
Юрий Михайлович Адо (1927—2007) — советский и российский учёный в области физики ускорителей, лауреат Государственной премии СССР (1970).

## Биография
Родился в Ялте 12 июня 1927 года. В 1950 году окончил Московский авиационный институт. Работал в Физическом институте АН СССР: до 1953 года — радиоинженер, в 1953—1956 гг. — аспирант, в 1956—1964 гг. — научный сотрудник. Кандидат физико-математических наук (1957); доктор физико-математических наук (1964); область научных интересов: ускорители высоких энергий, прикладное использование ускорителей.
С 1964 года — начальник сектора Института физики высоких энергий (ИФВЭ).
Профессор с 1970 года. Стал первым заведующим кафедрой физики ускорителей высоких энергий физического факультета МГУ, созданной в 1987 году в составе УНЦ ИФВЭ.
Умер 8 июля 2007 года.

## Публикации
Диссертации:
- Некогерентное излучение электронов, движущихся в синхротроне, и некоторые его применения: Автореферат дис. на соискание учёной степени кандидата физико-математических наук / Акад. наук СССР. Физ. ин-т им. П. Н. Лебедева. — Москва : [б. и.], 1956. — 8 с.;
- Накопление частиц и получение встречных электронно-позитронных пучков в синхротроне: Автореферат дис. на соискание учен. степени доктора физ.-матем. наук / Совет физ. секции Объедин. учен. совета по физ.-мат. и техн. наукам. — Новосибирск : [б. и.], 1964. — 19 с.

Соавтор учебного пособия «Введение в физику ускорителей. Задачи с решениями» (1999).
Сочинения:
- О возможности использования ионизационного трения для накопления тяжёлых частиц / Ю. М. Адо, В. И. Балбеков. — Серпухов : [б. и.], 1970. — 19 с. : черт.
- Некоторые результаты исследования динамики частиц в протонном синхротроне ИФВЭ на энергию 70 ГэВ  / Ю. М. Адо, Э. А. Мяэ. — [Серпухов] : [б. и.], 1968. — 29 с. : ил. — (Издания/ Ин-т физики высоких энергий. ИФВЭ СКУ; 68-38-К).
- Расчёт многооборотной инжекции в протонный синхротрон на 76 Гэв / Ю. М. Адо, В. И. Зайцев, М. Ф. Овчинников. — [Серпухов] : [б. и.], 1973. — 26 с. : черт.
- О применении метода перезарядной инжекции в протонный синхротрон ИФВЭ / Ю. М. Адо, В. А. Важенин, М. Ф. Овчинников. — Серпухов : ИФВЭ, 1978. — 16 с. : граф. — (Издания / Ин-т физики высок. энергий; ОКУ 78-174).

## Награды
Лауреат Государственной премии СССР (1970) — за проектирование и создание инженерного комплекса Серпуховского протонного синхротрона ИФВЭ, включающего электромагниты, вакуумную систему, системы радиоэлектроники и специальные инженерные сооружения.